# Aleksandr Chrapovitskij
Aleksandr Vasiljevitj Chrapovitskij (ryska: Александр Васильевич Храповицкий), född 18 mars (gamla stilen: 7 mars) 1749, död 9 januari 1801 (gamla stilen: 29 december 1800), var en rysk ämbetsman och författare.
Chrapovitskij blev generalauditörlöjtnant 1772, översekreterare i senaten 1776, och var chef för senatens finansinspektion 1781-83. Han var Katarina II:s privatsekreterare och förtrogne 1783-93 och författade på ryska en dagbok om händelser i kejsarinnans närhet. Chrapovitskij blev 1793 geheimeråd och senator.
Dagboken trycktes i delar 1837 och fullständigt 1862 och 1874. Ett utdrag, rörande svensk-ryska förhållanden 1787-92 utgavs 1880 på svenska av C. Silfverstolpe.